# Mesostenus truncatidens
Mesostenus truncatidens är en stekelart som beskrevs av Otto Schmiedeknecht 1905. Mesostenus truncatidens ingår i släktet Mesostenus och familjen brokparasitsteklar. Inga underarter finns listade i Catalogue of Life.